# Lista över mopedmärken
Mopedmärken, olika fabrikat av moped.
- Adly
- Apollo
- Aprilia
- Baotian
- Beta
- Blixt
- Bricent
- Casal
- Centrum
- Crescent
- CH Racing
- Ciao
- CPI
- DBS
- DBS - Tempo
- Derbi
- DKW
- DRAX
- Erlan
- Fram-King
- Garelli (Gary Uno)
- Generic Trigger
- Gilera
- Gripen
- Hercules
- Hermes
- Honda
- Husqvarna
- Hyosung
- Jawa
- Jagaren
- Jincheng
- Keeway
- Komar
- Korado
- Kreidler
- Kroon
- Kymco
- Lifan
- Lingben
- Loncin
- Malagutti
- Maraton
- Mobylette
- Monark
- Motocr
- Motorhispania
- Mustang
- NSU
- OK
- Original
- Peugeot
- Piaggio
- PGO Scooters
- Puch
- Rex
- Rieju
- Sachs
- Speed
- Standard
- Stanley
- Svalan
- Svanen
- Suzuki
- Tempus
- TGB
- TMS
- Tomos
- Vespa
- Vento
- Viarelli
- Vimpel
- Victoria
- Wano
- Wici
- Yamaha
- Zündapp
- Örnen
- Zoner

Det fanns också ett stort antal tillverkare av hjälpmotorer för montering på vanliga trampcyklar. Dessa fanns för drivning på såväl framhjulet (Berini, Velosolex) som drivning på bakhjulet (t.ex. Victoria).
Ett märke, Cyclemaster, hade lösningen med motorn inbyggd i hjulet. Man bytte där helt enkelt ut det befintliga hjulet mot ett Cyclemasterhjul vid montering av hjälpmotorn.